# 蘇納姆甘傑沙達爾烏帕齊拉
蘇納姆甘傑沙達爾乌帕齐拉是孟加拉国蘇納姆甘傑縣的一个乌帕齐拉，位於錫爾赫特专区的蘇納姆甘傑縣。

## 人口
據1991年孟加拉國人口普查，蘇納姆甘傑沙達爾共有50664戶，人口279019人。其中男性佔比51.08%，女性佔比48.92%；成年人口153046人。該地7歲以上人口之平均識字率為23.9%，低於全國平均值（32.4%）。